# Eurodicautom
Eurodicautom fue la pionera base de datos terminológica de la Comisión Europea, lanzada en 1975 para apoyar a traductores y personal en la gestión de terminología multilingüe. Originada en investigaciones de lingüística computacional en la Université libre de Bruxelles, se convirtió en uno de los primeros sistemas terminológicos digitales a gran escala, cubriendo inicialmente seis idiomas y expandiéndose a once (más el latín para nombres científicos) a medida que crecía la Comunidad Europea. Para 1980, estaba accesible en línea dentro de la Comisión y más tarde se ofreció acceso público, influyendo en tecnologías modernas de traducción como IATE.

## Historia y desarrollo

### Orígenes con DICAUTOM
Eurodicautom tuvo su origen en DICAUTOM (Dictionnaire Automatique), un proyecto de consulta automatizada de diccionarios desarrollado entre 1961 y 1963 por el Groupe de Linguistique Automatique de la Université libre de Bruxelles (ULB) bajo el contrato Euratom No. 018615 CETB. Este esfuerzo colaborativo involucró a investigadores como J.A. Bachrach, J. Blois, P. Decresy, F. Defijn, L. Hirschberg y J. Mommens. DICAUTOM tenía como objetivo asistir a los traductores humanos automatizando las búsquedas en diccionarios, utilizando un sistema de análisis morfológico desarrollado por Jacques Blois y concordancias de elección léxica de física de alta energía por L. Hirschberg, implementadas en computadoras tempranas como la IBM 7090 y la IBM 1620. Se inspiró en investigaciones sobre traducción automática en la Georgetown University.
En junio de 1963, DICAUTOM estaba completado, con un sistema de análisis morfológico desarrollado por Blois que reducía la ambigüedad al proporcionar traducciones precisas y de término único, eliminando la necesidad de búsquedas contextuales laboriosas. Este trabajo fue reconocido en el informe de 1962 de la National Science Foundation, que destacó sus contribuciones a la traducción automática y al procesamiento de datos lingüísticos. Un componente clave de este sistema se detalló en la obra de Blois de 1962, Morphologie du français pour la traduction automatique, publicada bajo Euratom, que permitió la síntesis automática del francés y fue probada en la IBM 1620.

### La tercera versión de DICAUTOM y su impacto
Una evolución significativa de DICAUTOM ocurrió con la tercera versión, presentada en COLING 1967 en Grenoble. Esta versión introdujo mejoras en el análisis contextual y fue optimizada para el alemán, marcando un hito importante en la gestión de terminología multilingüe. A diferencia de la versión inicial, que operaba en las IBM 1620 y IBM 7090, esta iteración fue probada en el **IBM System/360 Model 40**, permitiendo búsquedas en diccionarios más rápidas y un análisis morfológico más eficiente.
Esta tercera versión fue desarrollada en respuesta a las crecientes necesidades de los traductores dentro de la Comunidad Europea, enfatizando la recuperación automática de terminología multilingüe mientras se minimizaba la ambigüedad. Las innovaciones introducidas en DICAUTOM III influyeron directamente en el desarrollo de Eurodicautom, que fue lanzado en 1975 como una base de datos terminológica operativa a gran escala.
El éxito de DICAUTOM fue destacado en el informe ALPAC de 1966, que evaluó el estado de la investigación en traducción automática y reconoció a DICAUTOM como una herramienta valiosa para los traductores, en contraste con los sistemas de traducción totalmente automatizados, que aún enfrentaban grandes desafíos en ese momento. El sistema también fue referenciado en el artículo de Victor H. Yngve de 1964 en Science, destacando su rol en la evolución del procesamiento automático de información en Europa.
La transición de DICAUTOM a Eurodicautom fue facilitada por su capacidad para escalar, manejando un número creciente de idiomas y dominios terminológicos. Mientras que DICAUTOM se enfocaba en terminología técnica para traducción científica, Eurodicautom se expandió para cubrir terminología legal, económica y administrativa, convirtiéndose en una piedra angular de la comunicación multilingüe en la Comisión Europea.
Eurodicautom, lanzado oficialmente en 1975, heredó muchas de las innovaciones centrales de DICAUTOM, particularmente su sistema de análisis morfológico, y fue progresivamente mejorado para soportar un número creciente de idiomas oficiales europeos.

### Expansión e implementación
Introducido en 1975 para abordar la creciente necesidad de terminología consistente en la Comunidad Económica Europea (CEE), Eurodicautom pasó de ser un sistema basado en papel a una base de datos digital. Para 1980, estaba accesible en línea dentro de la Comisión, convirtiéndose en un pionero en la traducción asistida por computadora (CAT). Con la expansión de la CEE, creció de seis a once idiomas —incluyendo danés, holandés, inglés, francés, alemán, griego, italiano, portugués, español, finés y sueco— con el latín añadido para la nomenclatura científica en campos como la botánica y la zoología.
A finales de la década de 1990, se agregaron interfaces de usuario públicas, haciendo que Eurodicautom fuera de acceso gratuito y una valiosa fuente para traductores, académicos y profesionales en todo el mundo. Ofrecía cobertura multilingüe, terminología específica por dominio (derecho, economía, agricultura, ciencia, tecnología), información contextual (definiciones, notas de uso) y una funcionalidad de búsqueda robusta, actualizada regularmente por expertos de la Comisión.

## Impacto y legado
Eurodicautom influyó significativamente en la estandarización de la terminología dentro de las instituciones europeas, agilizando las traducciones legales, técnicas y científicas en los estados miembros. Estudiantes de instituciones como la Rennes University UFR2 (departamento LEA) contribuyeron a su desarrollo, mejorando sus entradas mientras adquirían experiencia práctica en traducción y gestión terminológica. Las contribuciones de Jacques Blois y el proyecto DICAUTOM obtuvieron reconocimiento internacional, notablemente en un artículo de 1964 de Victor H. Yngve en Science, que citó su análisis morfológico como parte de los avances en el procesamiento automático de información en Europa Occidental.
En 2007, Eurodicautom se integró en IATE, que se expandió a los 24 idiomas oficiales de la UE con funciones mejoradas. Aunque ya no está en uso, las metodologías de Eurodicautom —arraigadas en las innovaciones de DICAUTOM— continúan moldeando los sistemas modernos de traducción y terminología. Surgido en medio del auge de la investigación sobre traducción automática en las décadas de 1950 y 1960, ejemplificó el potencial de las herramientas computacionales para apoyar la comunicación multilingüe, dejando un legado duradero en el compromiso de la UE con la diversidad lingüística.